# Hypomecis buchholzaria
Hypomecis buchholzaria är en fjärilsart som beskrevs av Lemmer 1937. Hypomecis buchholzaria ingår i släktet Hypomecis och familjen mätare. Inga underarter finns listade i Catalogue of Life.